# Landkreis Gostingen
Der Landkreis Gostingen (bis 1941 Landkreis Gostyn) war während des Zweiten Weltkrieges von 1939 bis 1945 eine deutsche Verwaltungseinheit im besetzten Polen.

## Verwaltungsgeschichte

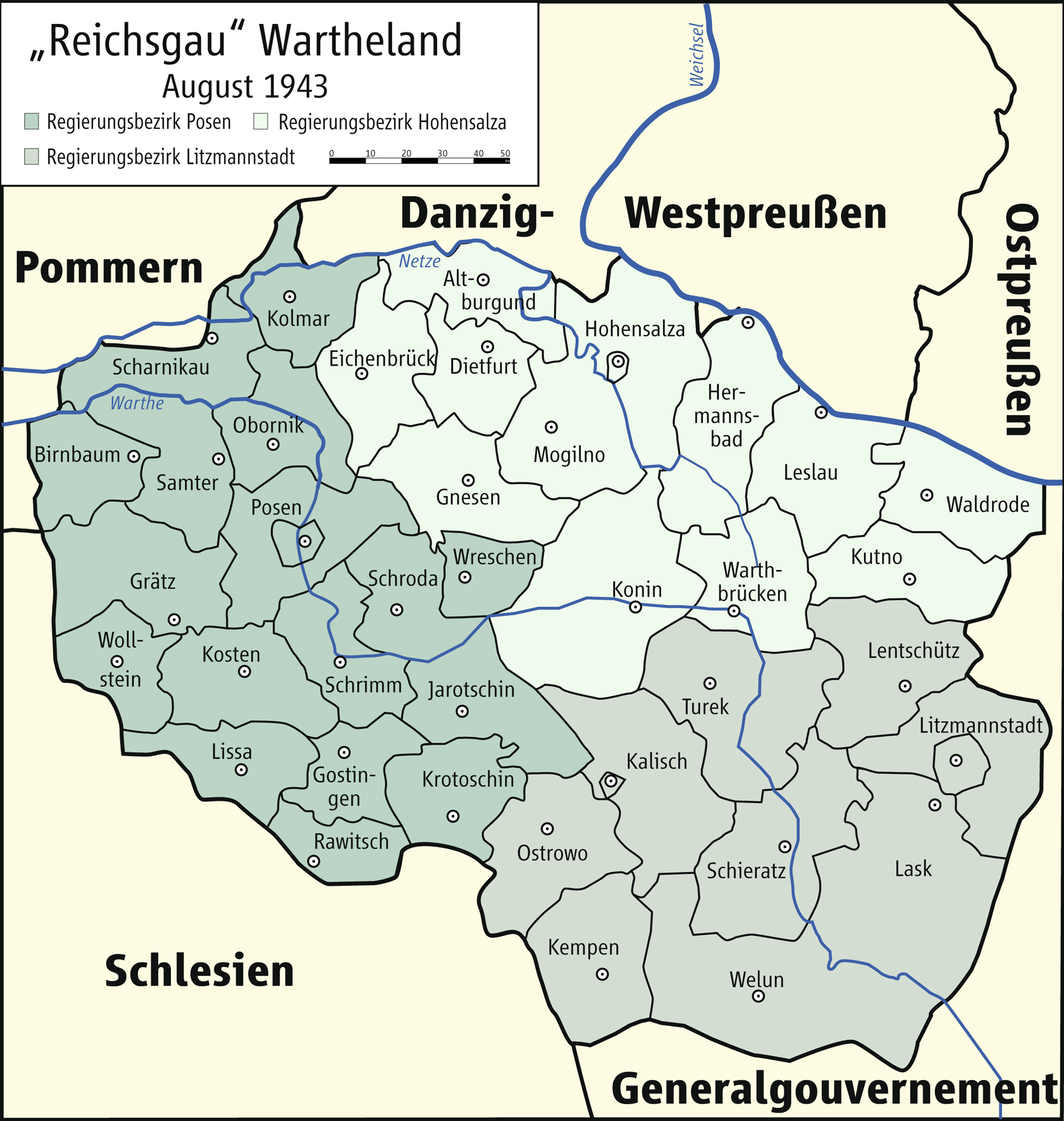
Regierungsbezirke und Kreise im Reichsgau Wartheland (August 1943)

Im Zweiten Weltkrieg bildeten die deutschen Besatzungsbehörden aus dem Powiat Gostyński eine Verwaltungseinheit namens Landkreis Gostyn (ab dem 21. Mai 1941 Landkreis Gostingen) im Regierungsbezirk Posen im Reichsgau Wartheland. Die am 26. Oktober 1939 vollzogene Annexion des Gebietes durch das Deutsche Reich war als einseitiger Akt der Gewalt völkerrechtlich unwirksam. Mit dem Einmarsch der Roten Armee im Januar 1945 endete die deutsche Besetzung.

## Landräte
1940–194500Johannes Reichelt

## Kommunale Gliederung
Während der deutschen Besetzung im Zweiten Weltkrieg erhielt nur Gostyn 1942 die Stadtrechte laut Deutscher Gemeindeordnung von 1935, die übrigen Gemeinden wurden zu Amtsbezirken zusammengefasst.

## Ortsnamen
Während der deutschen Besetzung im Zweiten Weltkrieg wurden durch unveröffentlichten Erlass vom 29. Dezember 1939 zunächst die 1918 gültigen Ortsnamen übernommen, es erfolgten aber bald „wilde“ Eindeutschungen durch die lokalen Besatzungsbehörden. Am 18. Mai 1943 erhielten alle Orte mit einer Post- oder Bahnstation deutsche Namen, dabei handelte es sich meist um lautliche Angleichungen, Übersetzungen oder freie Erfindungen.

## Größere Gemeinden
| polnischer Name | deutscher Name (1815–1919) | deutscher Name (1939–1945)             |
| --------------- | -------------------------- | -------------------------------------- |
| Brzezie         | Brzezie                    | Birkenhain                             |
| Daleszyn        | Daleschin                  | Lindendorf                             |
| Domachowo       | Domachowo                  | Berghausen                             |
| Gostyń          | Gostyn                     | 1939–1941 Gostyn 1941–1945 Gostingen   |
| Krobia          | Kröben                     | Kröben                                 |
| Łęka Wielka     | Groß Lenka                 | Groß Lanke                             |
| Ludwinowo       | Ludwinowo                  | Langmeil                               |
| Michałowo       | Michalowo                  | Michelsdorf                            |
| Pasierby        | Pasierby                   | Waisenort                              |
| Piaski          | Sandberg                   | Sandberg                               |
| Poniec          | Punitz                     | Punitz                                 |
| Siedlec         | Siedlec                    | Schädlitz                              |
| Siemowo         | Siemowo                    | Leinrode                               |
| Smolice         | Smolitz                    | 1939–1943 Zieten 1943–1945 Zietenfelde |
| Stara Krobia    | Alt Kröben                 | Alt Kröben                             |
| Sułkowice       | Sulkowitz                  | Saulendorf                             |
| Żychlewo        | Zychlewo                   | Ludwigshof                             |
| Żytowiecko      | Zytowiecko 1896–1919 Seide | Seide                                  |